# Габровиця-при-Чрнем Калу
Габровиця-при-Чрнем Калу (словен. Gabrovica pri Črnem Kalu) — поселення в общині Копер, Регіон Обално-крашка, Словенія. Висота над рівнем моря: 73,4 м. Знаходиться біля віадуку Чрний Кал.